# 신진호
신진호(申塡灝, 1988년 9월 7일 ~ )는 대한민국의 축구 선수이며 포지션은 미드필더이다. 현재 인천 유나이티드에서 활약하고 있다.

## 클럽 경력

### 포항 스틸러스
신진호는 포항제철공업고등학교를 거쳤다. 고등학교 1학년 때 포항 스틸러스의 유망주 육성 프로젝트로 브라질 프로축구 아틀레티코에 유학을 가기도 했다. 2007 K리그 드래프트에서 포항 스틸러스에 우선지명된 뒤, 영남대학교에 진학하였다.
2011년 포항 스틸러스에 입단한 뒤 주로 리그컵 대회에 출전하였는데, 4월 6일 대전 시티즌과의 리그컵 경기에서 노병준의 골을 도우며 데뷔 후 첫 도움을 기록하였다. 그리고 정규리그에서는 8월 6일 부산 아이파크와의 경기에 후반 23분 황진성과 교체 투입되며 데뷔하였다.
2012년 포항 스틸러스의 레전드인 김기동이 은퇴하자, 신진호는 그의 등번호인 6번을 물려받게 되었다. 시즌 초 발목 부상을 당하여 경기에 나서지 못하였으나, 6월 14일 인천 유나이티드와의 경기에 시즌 첫 출장하며 도움을 기록하는 활약을 보였고 단숨에 주전 자리를 꿰찼다. 7월 1일 수원 삼성 블루윙즈와의 경기에서는 프로데뷔 첫 골과 함께 1골 1도움을 기록하며 팀의 5-0 대승을 이끈 일등 공신이 되었다. 2012시즌 23경기에 출전하며 정규리그 1골 6도움을 기록하였고, 특히 FA컵 경남 FC와의 결승전에서는 연장 후반 종료 직전 박성호의 천금같은 백헤딩 결승골을 돕는 프리킥을 올려 팀의 FA컵 우승에 공헌하였다.
2013년에도 정규리그 20라운드까지 전경기 출장(선발 15, 교체 5), AFC 챔피언스리그 조별리그 6경기 중 5경기, FA컵 8강전까지 전 경기에 출장하는 등 팀의 주전 미드필더로 활약하였으나, 8월 카타르 스타스 리그의 카타르 스포츠 클럽으로 1년간 임대 이적하였다.

### 카타르 SC
1라운드 알 코르와의 경기에서 선발 출전하며 좋은 모습을 보인 그는, 2라운드 무아이다르 카타르와의 경기에서 첫 풀타임 출장하며 데뷔골을 기록하기도 하였다.
또한 카타르 리그의 리그컵인 QNB컵 준결승전에서 도움을 기록하며 MOM에 선정되었고, 결승전에서는 날카로운 프리킥으로 선제골을 넣는 등, 4경기에 나서 2골 2도움을 기록하며 팀의 QNB컵 우승을 이끌었다. 신진호는 리그에서도 4골 3도움의 활약을 펼쳤고, 그 덕분에 카타르 SC는 2013/14 시즌 리그 10위를 기록하며 잔류에 성공하였다.

### 알사일리야 SC
카타르 스타스 리그는 당초 2014-15 시즌부터 외국인 보유 한도에서 아시아 쿼터 제도를 폐지하고, 국적에 상관 없이 최대 세 명만을 보유할 수 있게 하는 제도를 도입하고자 하였다. 이에 신진호를 포함하여 카타르에서 활약하는 대다수의 선수들이 계약 종료와 더불어 이적을 추진하였으나, 이적 시장 종료 직전 카타르 리그는 아시아 쿼터제를 유지하는 대신, 동시에 그라운드에 투입 가능한 선수의 수에만 제한을 두기로 최종 결정하였다. 이에 신진호는 2014년 7월 알사일리야 SC에서 임대 생활을 이어가게 되었다. 하지만 리그가 진행될수록 주로 후반에 교체 투입되는 등 출전 기회가 적어지자 16라운드 종료 후인 2015년 2월, UAE 1부 리그의 에미리트 클럽으로 다시 임대 이적하였다.

### 포항 스틸러스
2015년 7월, 신진호는 2년간의 임대를 마치고 포항 스틸러스로 복귀하였다. 7월 4일 수원과의 홈경기에서부터 좋은 활약을 보였으며, 이후 17경기에 나서 3골, 3도움을 기록하였다. 신진호의 복귀 세 번째 경기인 서울전부터 포항은 15경기 무패를 달리기도 하였다.

### FC 서울
2016년 1월 4일, FC 서울로 이적한 후, 리그와 ACL 포함하여 총 10경기 출전하였다, 서울에 입단한 지 3개월 만에, 군 입대전 고별 경기인 수원 FC와의 경기에서 1골 1도움을 기록하여 팀을 3-0 승리로 이끈 후, 4월 18일 군 문제를 해결하기 위해 상주 상무에 입대하였다가, 2018년 1월에 전역하였다.

### 울산 현대
2018 시즌 후, FA 신분이 된 신진호는 2019년 1월 6일 울산 현대로 이적하였다.
2020 시즌에는 울산의 주장을 맡았으며 팀의 ACL 우승에 일조하였다.

### 포항 스틸러스
신진호는 울산과 계약 기간이 1년 남은 상황에서 제주 이적이 유력했으나 무산되었으며, 2021년 1월 7일에 친정팀인 포항으로 복귀하였다.

### 인천 유나이티드
2023 시즌을 앞두고 인천 유나이티드에 입단했다.

## 수상

### 포항 스틸러스
- K리그 클래식 우승 1회 (2013년)
- FA컵 우승 2회 (2012년, 2013년)

### 카타르 SC
- QNB컵 우승 1회 (2013-14시즌)

### 울산 현대
- AFC 챔피언스리그 우승: 2020

### 개인
- K리그1 베스트 11: 2022

## 참고 자료
- 3개월을 3년처럼, 신진호의 아름다운 작별